# الخطوط الجوية الرواندية
الخطوط الجوية الرواندية أو رواند إير هي شركة الطيران الوطنية في رواندا. يقع مركز عملياتها الرئيسي في مطار كيغالي الدولي. وهي مملوكة بنسبة 99% للحكومة الرواندية، في عام 2016 بلغ عدد المسافرين على متن طائرات رواند إير: 650 ألف مسافر.

## تاريخ

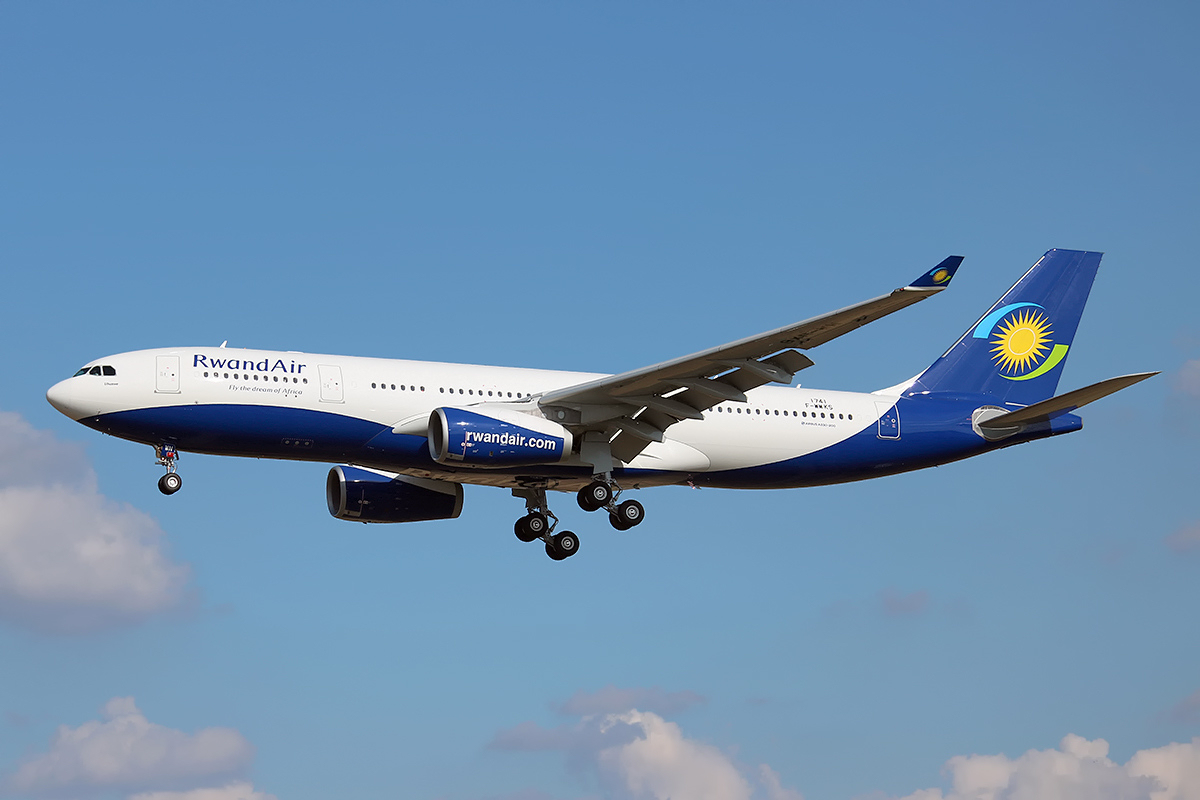
طائرة رواند إير من طراز إيرباص إيه 330

بعد الإبادة الجماعية في رواندا عام 1994، بدأت الحكومة في عدة محاولات لانقاذ شركة الطيران الوطنية إير رواندا التي توقفت عملياتها خلال هذه الإبادة، هذه المحاولات نتج عنها إنشاء شركة رواند إير إكسبريس التي بدأت عملياتها في الأول من دجنبر عام 2002.
عام 2009 تم تغيير اسم الشركة من رواند إير إكسبريس إلى إسمها الحالي رواند إير.
عام 2010 تم تعيين جون ميرينج مديراً عاماً لشركة رواند إير.
عام 2015 أصبحت رواند إير عضواً في إتحاد النقل الجوي الدولي.
عام 2016 أول طائرة من طراز إيرباص إيه 330 تنضم للأسطول
عام 2017 افتتحت الشركة أولى وجهاتها الأوروبية لندن، وبروكسل عبر طائرة من نوع إيرباص إيه 330، وفي نفس العام افتتحت الشركة مركز عملياتها بكوتونو عاصمة بنين، وذالك محاولة منها لربط غرب ووسط أفريقيا.

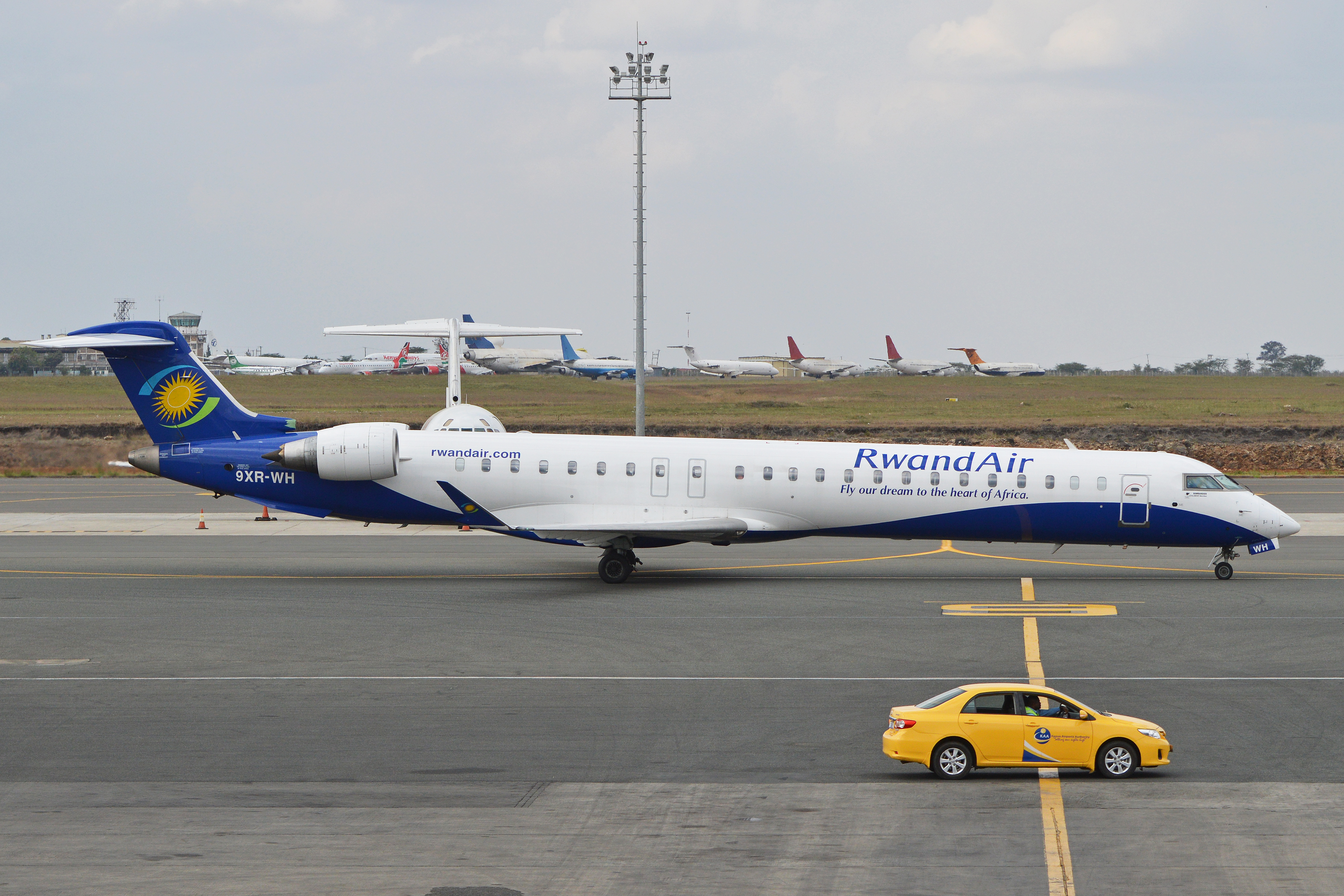
طائرة رواند إير من طراز سي آر جيه 900

## الوجهات
اعتبارا من ديسمبر 2020، تقوم الخطوط الرواندية برحلات مجدولة إلى المدن التالية:
| الدولة                      | المدينة         | المطار                          | ملاحظات        | مراجع       |
| --------------------------- | --------------- | ------------------------------- | -------------- | ----------- |
| بلجيكا                      | بروكسل          | مطار بروكسل الدولي              |                | [ 4 ] [ 5 ] |
| بنين                        | كوتونو          | مطار كوتونو                     | محور خطوط جوية |             |
| بروندي                      | بوجومبورا       | مطار بوجومبورا الدولي           |                |             |
| الكاميرون                   | دوالا           | مطار دوالا الدولي               |                |             |
| الصين                       | غوانزو          | مطار قوانغتشو باييون الدولي     | Suspended      | [ 6 ] [ 7 ] |
| جمهورية الكونغو الديمقراطية | كينشاسا         | مطار ندجيلي                     |                |             |
| إثيوبيا                     | أديس أبابا      | مطار أديس أبابا بولي الدولي     |                | [ 8 ]       |
| الغابون                     | ليبرفيل         | مطار ليون مبا الدولي            |                |             |
| غانا                        | أكرا            | مطار كوتوكا الدولي              |                |             |
| غينيا                       | كوناكري         | مطار كوناكري الدولي             |                |             |
| الهند                       | مومباي          | مطار تشاتراباتي شيفاجي الدولي   |                |             |
| ساحل العاج                  | أبيدجان         | مطار أبيدجان الدولي             |                |             |
| كينيا                       | مومباسا         | مطار موي الدولي                 |                |             |
| كينيا                       | نيروبي          | مطار جومو كينياتا الدولي        |                |             |
| مالي                        | باماكو          | مطار باماكو موديبو كيتا الدولي  |                |             |
| نيجيريا                     | أبوجا           | مطار نامدي أزيكيوي الدولي       |                |             |
| نيجيريا                     | لاغوس           | مطار مورتالا محمد الدولي        |                |             |
| قطر                         | الدوحة          | مطار حمد الدولي                 |                | [ 9 ]       |
| جمهورية الكونغو             | برازافيل        | مطار مايا مايا                  |                |             |
| رواندا                      | Bugesera        | مطار بوجيسيرا الدولي            |                |             |
| رواندا                      | سيانغوغو        | Kamembe Airport                 |                |             |
| رواندا                      | كيغالي          | مطار كيغالي الدولي              | محور خطوط جوية |             |
| السنغال                     | داكار           | مطار بليز دياغني الدولي         |                |             |
| السنغال                     | داكار           | مطار ليوبولد سيدار سنغور الدولي | منتهية         |             |
| جنوب أفريقيا                | كيب تاون        | مطار كيب تاون                   |                |             |
| جنوب أفريقيا                | جوهانسبرغ       | مطار أوليفر ريجنالد تامبو       |                |             |
| جنوب السودان                | جوبا            | مطار جوبا                       |                |             |
| تنزانيا                     | دار السلام      | مطار جوليوس نيريري              |                |             |
| تنزانيا                     | إقليم كليمنجارو | مطار كليمنجارو الدولي           |                |             |
| أوغندا                      | عنتيبي          | مطار إنتيبي الدولي              |                |             |
| الإمارات العربية المتحدة    | دبي             | مطار دبي الدولي                 |                |             |
| المملكة المتحدة             | لندن            | مطار غاتويك                     | منتهية         | [ 10 ]      |
| المملكة المتحدة             | لندن            | مطار لندن هيثرو                 |                | [ 10 ]      |
| زامبيا                      | لوساكا          | مطار كينيث كاوندا الدولي        |                |             |
| زيمبابوي                    | هراري           | مطار روبرت غابريل موجابي الدولي |                |             |

### اتفاقية الرمز المشترك
لدى الخطوط الجوية الرواندية اتفاقية الرمز المشترك مع الشركات التالية:
- الخطوط الجوية البلجيكية[11]
- الخطوط الجوية الإثيوبية[12]
- الخطوط الجوية القطرية[13]
- خطوط جنوب أفريقيا الجوية[14]
- الخطوط الجوية التركية
- Westair Aviation  [لغات أخرى]‏[15]

## الأسطول
اعتبارا من نوفمبر 2022، تُشغل الرواندية الطائرات التالية: